# Diego Corvalan
Diego Miguel Corvalan Couceiro (* 17. Februar 2002 in Zürich) ist ein schweizerisch-argentinischer Fussballspieler.

## Karriere
Corvalan begann seine Laufbahn beim FC Zürich. Am 14. Juli 2020, dem 31. Spieltag der Saison 2019/20, gab er beim 0:4 gegen den FC Basel sein Debüt für die erste Mannschaft in der erstklassigen Super League, als er in der 61. Minute für Nils Reichmuth eingewechselt wurde. Dies blieb sein einziger Einsatz im Herrenbereich in dieser Spielzeit. Zur Saison 2020/21 wurde er in das Kader der zweiten Mannschaft befördert. Bis Saisonende kam er zu 21 Einsätzen für die FCZ-Reserve in der drittklassigen Promotion League.